# Thrixspermum centipeda
Thrixspermum centipeda är en orkidéart som beskrevs av João de Loureiro. Thrixspermum centipeda ingår i släktet Thrixspermum och familjen orkidéer. Inga underarter finns listade i Catalogue of Life.

## Bildgalleri

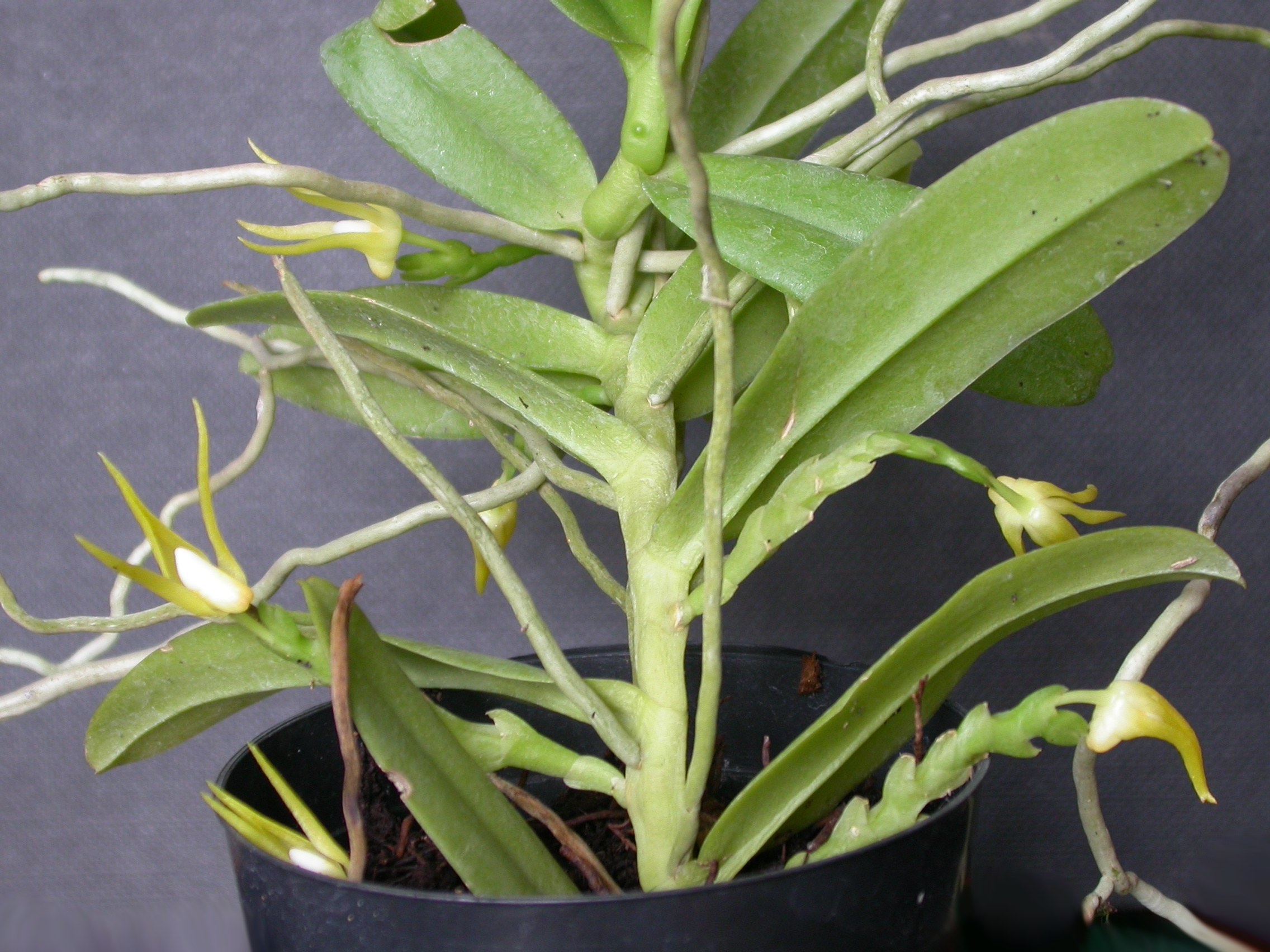
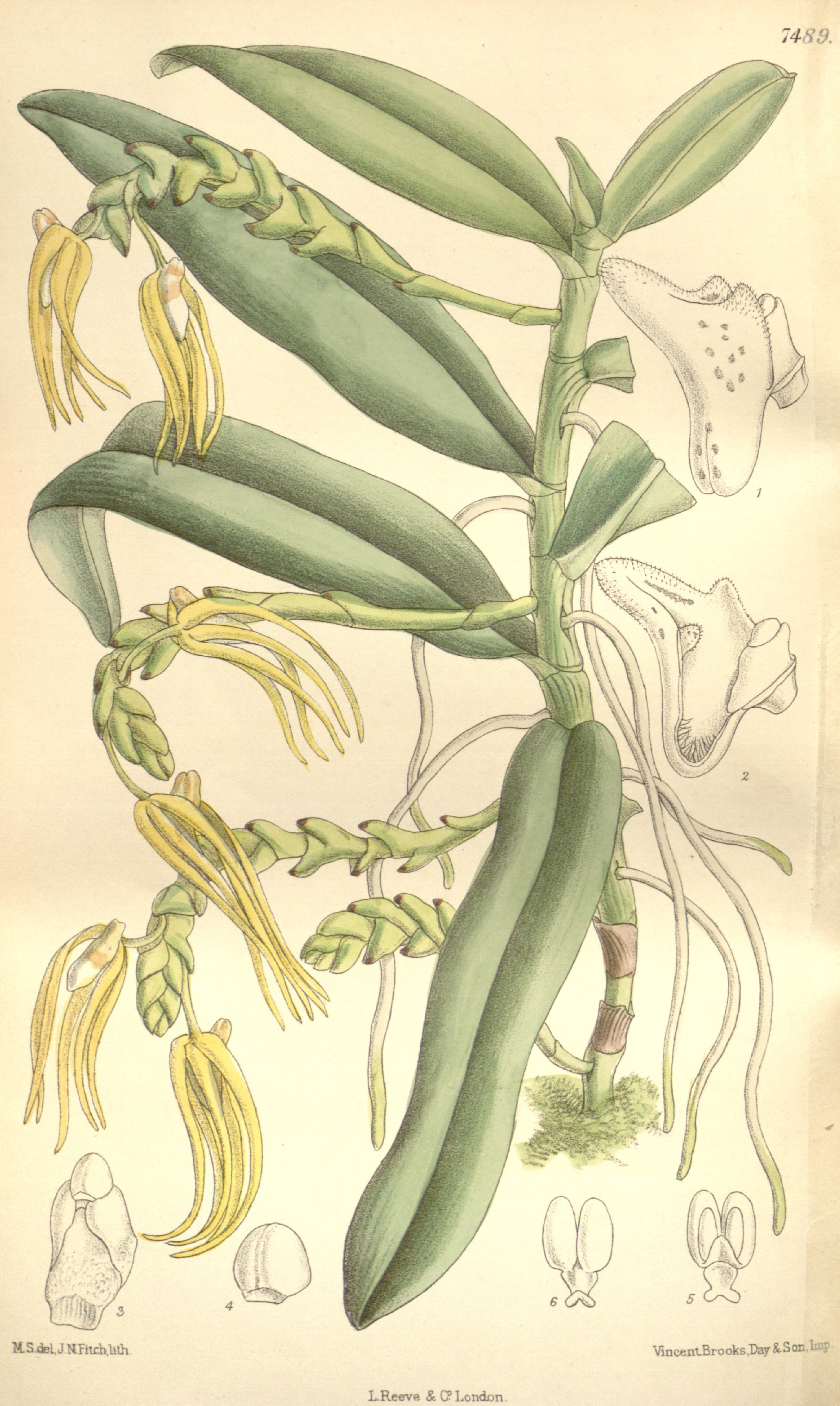